# Tři lidové principy
Dílo Tři lidové principy, nebo také Tři principy lidu, Doktrína San-min či Tridemismus (三民主義, Sān Mín Zhǔyì) je odkazem Sunjatsena, ve kterém roku 1905 shrnul své politické přesvědčení. Mezi tři principy řadí nacionalismus, demokracii a princip lidového blaha (živobytí). Tyto principy sloužily mimo jiné jako program revoluce, kterou Sunjatsen plánoval. Tři lidové principy se staly základními pravidly politické strany Kuomintang (KMT), objevily se také v prvním verši státní hymny Čínské republiky.

## První styky s dílem
Nejprve byly roku 1894 zformovány pouze dva principy – nacionalismus a demokracie, myšlenka třetího principu se objevila později při jeho cestách po Evropě mezi lety 1896 až 1898. Všechny tři principy byly ohlášeny až roku 1905 při příležitosti Sunjatsenova prvního projevu v Bruselu. Psaná forma se poprvé objevila v novinách Min Bao (民報), dílo zde však nebylo pod názvem Tři lidové principy (三民主義), ale jako Tři hlavní principy (三大 主義). Později byl v jubilejním čísle Min Bao vytištěn jeho dlouhý projev Tří principů a redakce novin diskutovala o otázce lidového blaha.
Tato ideologie je údajně silně ovlivněna Sunovými zkušenostmi ze Spojených států a obsahuje prvky amerického pokrokového hnutí a myšlenek, které prosazoval Abraham Lincoln. Jako inspiraci pro Tři principy Sun uvedl větu z Lincolnova Gettysburgského projevu: „Vláda lidu, lidem a pro lid.“

## Principy

### Nacionalismus
Občanský nacionalismus neboli „Mínzú“, „lid“ označuje spíše národ než skupinu osob sjednocených určitým cílem, proto je princip Mínzú (民族主義, Mínzú Zhǔyì) běžně překládán jako „nacionalismus“.
Sun viděl čínský národ jako ohrožený zánikem ze strany imperialistických mocností. Aby se trajektorie tohoto úpadku zvrátila, musela se Čína stát národně nezávislou jak zevnějšku, tak zevnitř. Vnitřně národní nezávislost znamenala nezávislost na mandžuských Číňanech, kteří Číně po staletí vládli. Sun se domníval, že čínští Chanové jsou lidem bez vlastního národa, a proto usiloval o národní revoluci proti čchingským úřadům. Navenek národní nezávislost znamenala nezávislost na imperialistických zahraničních mocnostech. Sun se domníval, že Čínu ohrožuje imperialismus třemi způsoby: ekonomickým útlakem, politickou agresí a pomalým růstem populace. Z ekonomického hlediska Sun zastával merkantilistické stanovisko, že Čína je ekonomicky vykořisťována nevyváženým obchodem a cly. Z politického hlediska hledal příčinu úpadku Číny v nerovných smlouvách, které Čína podepsala. Sun si představoval budoucí Čínu, která bude silná a schopná bojovat proti imperialistům a stát na stejné úrovni jako západní mocnosti.
Ačkoli Sun zpočátku věřil v určitou formu chanského nacionalismu, aby se postavil vládě dynastie Čching, později přijal občanskou nacionalistickou myšlenku Liang Čchi-čchaa o jednotném čínském národě. Aby dosáhl národní nezávislosti, Sun věřil, že Čína musí nejprve rozvinout čínský nacionalismus, Zhonghua Minzu, na rozdíl od „etnického nacionalismu“. Sun vypracoval zásady „Pět ras pod jedním svazem“, aby sjednotil pět hlavních etnických skupin Číny – Chany, Mongoly, Tibeťany, Mandžuy a muslimy (např. Ujgury) – pod jeden čínský národ. Tento princip symbolizuje vlajka pěti barev první Čínské republiky (1911–1928). Věřil, že Čína musí rozvíjet národní vědomí, aby sjednotila čínský lid tváří v tvář imperialistické agresi. Tvrdil, že „minzu“, což lze přeložit jako „lid“, „národnost“ nebo „rasa“, je definováno sdílením společné krve, obživy, náboženství, jazyka a zvyků. Sun také věřil v určitou formu interkulturalismu, který by asimilovala etnické menšiny do dominantní chanské kultury spíše procesem naturalizace než hrubou silou.

### Demokracie
Princip Mínquán (民權主義, Mínquán Zhǔyì) se obvykle překládá jako „demokracie“, doslova „moc lidu“ nebo „vláda lidu“. Pro Suna představovala západní ústavní vládu. Politický život svého ideálu pro Čínu rozdělil na dvě skupiny mocí: moc politickou a moc vládní.
Politická moc (政權; zhèngquán) jsou pravomoci lidu vyjadřovat svá politická přání a držet pod kontrolou správní úředníky, podobné těm, které mají občané nebo parlamenty v jiných zemích, a představuje ji Národní shromáždění. Moc lidu je zaručena čtyřmi ústavními právy: právem na volby (選舉), odvolání (罷免), iniciativu (創制) a referendum (複決), která lze přirovnat k občanským právům.
Pět pravomocí správy (治權, zhìquán) jsou pravomoci správy vládnout lidu. Kritizoval tradiční třívětvovou demokratickou vládu za to, že svěřuje příliš mnoho moci zákonodárné moci. Rozšířil a přepracoval evropsko-americkou třívětvovou vládu a systém brzd a rovnováh začleněním tradičních čínských správních systémů a vytvořil vládu pěti větví (každá z nich se nazývá jüan (院, yuàn; doslova „dvůr“)) v systému známém jako Ústava pěti mocí. Stát je rozdělen na pět jüanů. Vláda je rozdělena na pět částí: Zákonodárný jüan, výkonný jüan a soudní jüan pocházejí z montesquieuánské myšlenky; kontrolní jüan a zkušební jüan vycházejí z čínské tradice. Zákonodárný jüan byl zprvu zamýšlen jako složka státní správy, nikoliv jako striktní ekvivalent celostátního parlamentu.

### Princip lidového blaha
Princip Mínshēng (民生主義, Mínshēng Zhǔyì) se někdy překládá jako „blahobyt/živobyt lidu“, „vláda pro lid“ nebo „socialismus“. Tento pojem lze chápat jako sociální blahobyt a jako přímou kritiku nedostatků neregulovaného kapitalismu. Živobytí rozdělil do čtyř oblastí: ošacení, jídlo, bydlení a mobilita; a naplánoval, jak se o ně může postarat ideální (čínská) vláda svého lidu.
Sun byl ovlivněn americkým myslitelem Henrym Georgem a hodlal zavést georgiánskou daňovou reformu, jejímž dědictvím je daň z hodnoty půdy na Tchaj-wanu. Řekl, že daň z hodnoty půdy jako jediný prostředek podpory vlády je rozumně a spravedlivě rozdělená daň a že na ní bude založen nový systém. Sun navrhl systém pozemkové reformy známý jako vyrovnání práv k půdě, který zahrnuje zavedení čtyř různých zákonů: regulaci ceny půdy, při níž každý vlastník půdy nahlásí hodnotu svého majetku bez zlepšení; zdanění půdy, které zahrnuje daň z hodnoty půdy stanovenou na všechny pozemky; nákup půdy, který zavádí systém, kdy vláda může vykupovat půdu pro veřejné použití prostřednictvím eminent domain; a zisk patří veřejnosti, při němž se vybírá 100% daň z veškerého zisku získaného z obchodování s půdou (bez zlepšení). Podle Suna existence výkupu půdy a zdanění půdy zaručuje, že vlastník půdy nebude nadhodnocovat, což by vedlo k vysokému zdanění půdy, ani podhodnocovat hodnotu své půdy, což by vedlo k levnému získání jeho půdy pro eminent domain. Kuomintangu se však nepodařilo dosáhnout žádné úspěšné pozemkové reformy, kterou Sun zamýšlel v pevninské Číně, uspěl pouze na Tchaj-wanu.
Sun zemřel dříve, než byl schopen plně vysvětlit svou vizi tohoto principu, a ta se stala předmětem mnoha diskusí v rámci čínské nacionalistické i komunistické strany, přičemž druhá jmenovaná strana naznačuje, že Sun podporoval socialismus. Čankajšek princip Mínshēng dále rozpracoval jak z hlediska důležitosti sociálního blahobytu, tak z hlediska rekreačních aktivit pro modernizovanou Čínu v roce 1953 na Tchaj-wanu.